# Santa Eugea
Santa Eugea (llamada oficialmente San Xoán de Santa Euxea) es una parroquia y una aldea española del municipio de Guntín, en la provincia de Lugo, Galicia.

## Otras denominaciones
La parroquia también es conocida por el nombre de San Juan de Santa Euxea.

## Organización territorial
La parroquia está formada por cinco entidades de población, constando dos de ellas en el nomenclátor del Instituto Nacional de Estadística español:
- O Amedo
- O Outeiro
- Os Ferreiros
- Santa Euxea
- Vilariño

## Demografía

### Parroquia
| Gráfica de evolución demográfica de Santa Eugea (parroquia) entre 2000 y 2020 |
|                                                                               |
| Datos según el nomenclátor publicado por el INE.                              |

### Aldea
| Gráfica de evolución demográfica de Santa Euxea (aldea) entre 2000 y 2020 |
|                                                                           |
| Datos según el nomenclátor publicado por el INE.                          |